# Amanda Ryan
Amanda Ryan, född 10 oktober 1971 i London, är en brittisk skådespelare. Ryan har bland annat medverkat i Elizabeth, David Copperfield och Forsytesagan.

## Filmografi i urval
- 1996 – The Bill (TV-serie)
- 1996 – Kommissarie Morse (TV-serie)
- 1997 – Robin Hoods nya äventyr (TV-serie)
- 1998 – Elizabeth
- 1999 – Kavanagh QC (TV-serie)
- 1999 – David Copperfield
- 2000 – Britannic
- 2001 – Kommissarie Lynley (TV-serie)
- 2002 – Forsytesagan (Miniserie)
- 2002 – Ett fall för Dalziel & Pascoe (TV-serie)
- 2007 – Eastenders (TV-serie)
- 2009 – Morden i Midsomer (TV-serie)
- 2011 – Kommissarie Lewis (TV-serie)
- 2014 – Casualty (TV-serie)